# Dytryk I (hrabia Kleve)
Dytryk I (według innych wersji numeracji: II lub III) (ur. ok. 1050 r., zm. ok. 1119 r.) – hrabia Kleve.

## Życiorys
Dytryk jest pierwszym hrabią Kleve pojawiającym się w źródłach – wspomniany jest w 1092 r. jako comes Thiedericus de Cleve. Tytułował się także hrabią Tombergu. Jego przodkiem był zapewne znany ze źródeł, przybyły tu z krajów flamandzkich rycerz Rutger z Antoing, obdarzony rejonem Kleve za czasów cesarza Henryka II Świętego. Nie znamy imienia żony (lub żon) Dytryka. Jego synem był zapewne kolejny hrabia Kleve, Arnold.